# Neoallochernes minor
Neoallochernes minor är en spindeldjursart som beskrevs av William B. Muchmore 1996. Neoallochernes minor ingår i släktet Neoallochernes och familjen blindklokrypare. Inga underarter finns listade i Catalogue of Life.